# جمعية كشافة منغوليا
جمعية كشافة منغوليا هي المنظمة الكشفية الوطنية في منغوليا، تأسست في عام 1992، وأصبحت عضوا في المنظمة العالمية للحركة الكشفية في عام 1994. ومختلطة مختلطة وتحوي 8822 عضو اعتبارا من عام 2011.